# 요로감염증

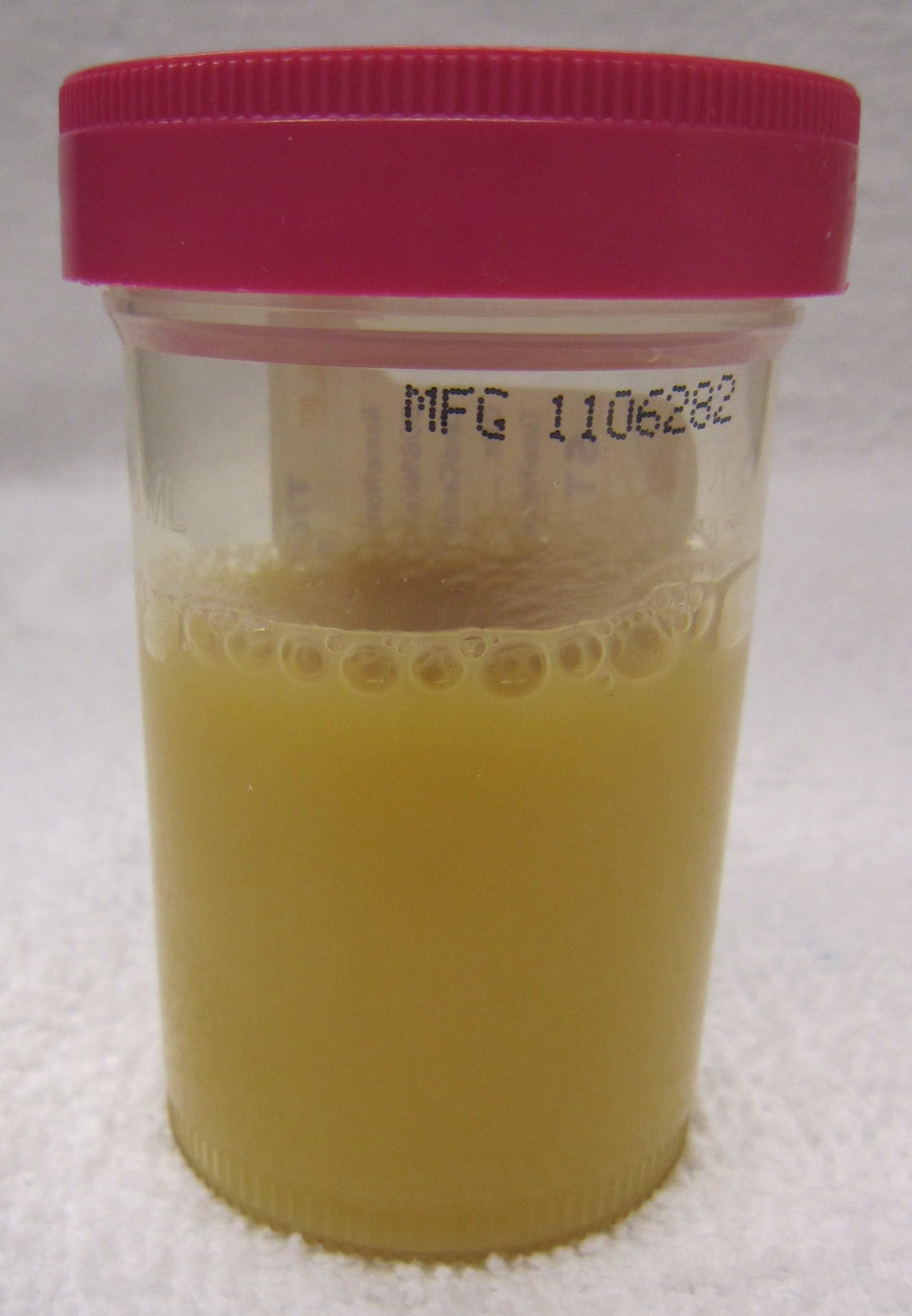
요로감염증으로 인해 패혈증이 나타나는 환자에게서는 흔히 고름찬 소변(농뇨, 고름뇨)이 관찰된다.

요로감염증(尿路感染症, 영어: urinary tract infection, UTI)이란 비뇨계통에 발생하는 감염성 질환을 통칭하는 말이다. 여기에는 신장, 방광, 요관, 요도 등이 해당하며, 해부생리학적 구조상 전립선 및 부고환까지 포함된다. 요로감염증은 임신, 결석 등으로 인한 요로폐쇄나 방광의 역류, 신장질환, 고혈압, 당뇨 등이 유발인자로 작용하며 면역력이 저하된 상태일 때 감염되기 쉽다. 가장 흔한 원인균은 대장균이며, 이외에 황색포도상구균, 연쇄상구균, 진균, 결핵균, 바이러스 등이 원인이 되기도 한다. 요로감염증은 비교적 요도가 짧은 여성과 어린이에서 더욱 흔하다. 증상은 감염 부위에 따라 다르지만, 가장 흔히 발생하는 방광염의 경우 배뇨곤란, 다뇨, 요실금, 치골상부 통증, 배뇨통 등이 나타나며 심할 경우 혈뇨나 농뇨가 나올 수도 있다. 치료는 주로 항생치료로 이루어지며 합병증이 없을 경우 비교적 치료가 쉬우나, 만성화 될 경우 주변 기관에 함께 감염 증세가 나타나거나 신부전 등의 원인이 될 수 있다.
낮은 요로부위에 감염될 때 방광염(Bladder infection, cystitis)으로 부르고, 높은 요로부위에 감열될 때 신우신염(pyelonephritis)라고 부른다.

## 역사
요로감염증은 고대부터 기록이 있으며, 최초의 문헌은 기원전 1550년 에베르스 파피루스에 기록되어 있다. 이집트인들은 이를 "방광으로부터 열을 보내는 것"으로 기록하였다. 효율적인 치료법은 1930년대에 항생제의 개발과 이용이 있기까지 존재하지 않았으며, 그 이전에는 허브, 피 뽑기, 휴식이 권장되었다.

## 진단
임산부에게는 급성 신우신염으로 인한 저체중아, 미숙아 출산의 위험성으로 세균뇨에 대한 검사를 하게 된다.
비뇨기과 수술 시에는 감염과 합병증으로 인한 위험으로 검사를 진행한다.
소변을 배양하는 검사를 진행하여 원인균이 1 mL당 100000 개 이상 증식할 경우 요로감염으로 진단한다. 이때 요로감염이 아닌 다른 사유로 소변 검사를 할 시 원인균이 나올 경우 무증상 세균뇨로 요로감염을 진단하기도 한다.

## 원인
요로감염은 대장균, 폐렴막대균, 프로튜스 미라빌리스, 장내구균, 스타필로코커스 사프로파이티커스 등에 의해 발생한다. 당뇨병 환자의 경우 폐렴막대균에 의한 요로감염 발병이 대장균으로 인한 감염이 가장 많은 일반인보다 많다.

## 종류
- 신장염
- 방광암
- 요도염
- 신우염
- 전립선염
- 부고환염